# Tåratisjauratjah
Tåratisjauratjah är en sjö i Jokkmokks kommun i Lappland och ingår i Luleälvens huvudavrinningsområde. Sjön har en area på 0,311 kvadratkilometer och ligger 464 meter över havet. Tåratisjauratjah ligger i Ultevis fjällurskog Natura 2000-område.